# Betxuanalàndia
Betxuanalàndia fou un territori del sud de l'Àfrica poblat principalment pel poble dels tswanes (els anglesos els anomenaren betxuanes), que a partir del 1884 va quedar sota influència britànica.
El 27 de gener de 1885 els britànics van proclamar la seva sobirania sobre Betxuanalàndia i van enviar una expedició militar (Bechuanaland Expeditionary Force) dirigida pel general Sir Charles Warren, per fer efectiva la protecció britànica sobre Betxuanalàndia i el Kalahari el gener de 1885 i aconseguint l'annexió dels Estats Units de Stellaland que bloquejaven l'expansió i el trànsit de mercaderies britànic amb l'Àfrica central i per impedir la possibilitat de l'establiment d'una continuïtat territorial entre l'Àfrica Sud-occidental Alemanya i la República de Transvaal. Els territoris del protectorat britànic de Betxuanalàndia situats al sud del riu Molopo van formar la Colònia de Betxuanalàndia, constituïda formalment el 30 de setembre de 1885 i que tingué per capital a Mafeking, mentre que els territoris situats al nord del riu van formar el Protectorat de Betxuanalàndia. El 3 d'octubre de 1895 la colònia fou suprimida i incorporada a la colònia del Cap de Bona Esperança.